# Cokin

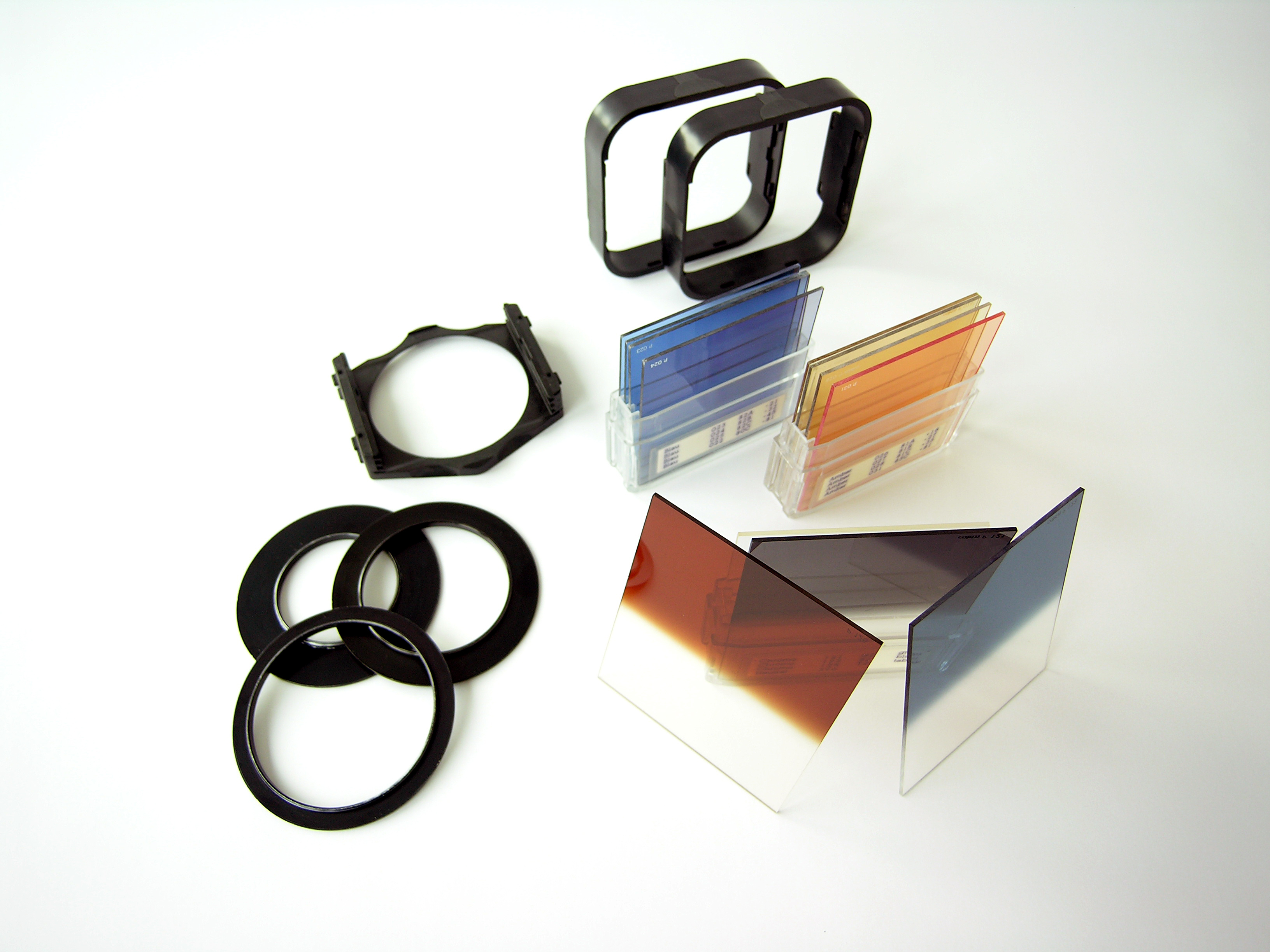
Cokin Creative Suite

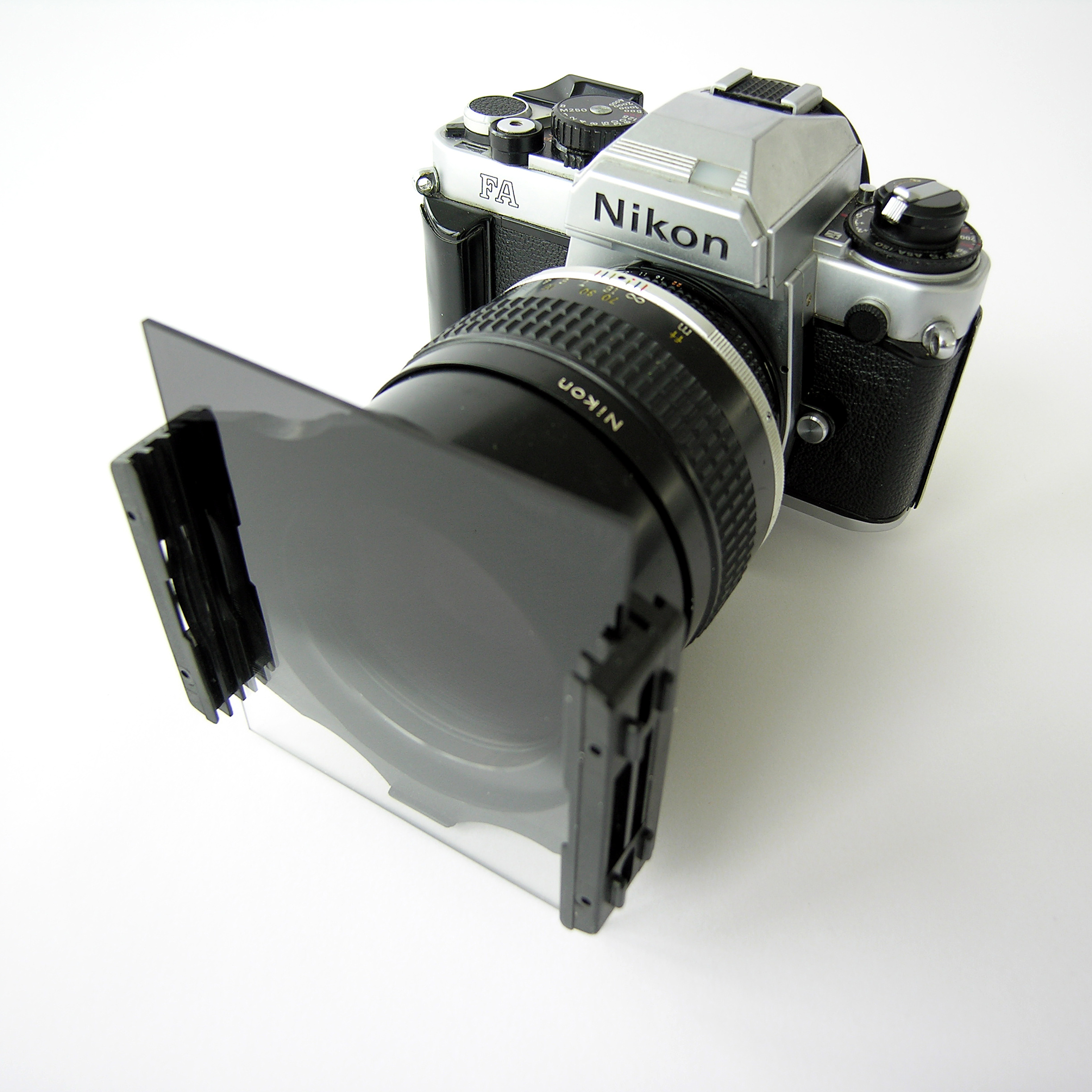
Cokin-filter gemonteerd op een objectief

Cokin is een Franse fabrikant van optische filters voor gebruik in de fotografie.  Het systeem bestaat uit een losse houder die op het objectief wordt geschroefd en waarin vierkante of ronde filters kunnen worden geplaatst. 
Cokin is vooral bekend om zijn Creative Filter System, dat in 1978 door de fotograaf Jean Coquin op de markt werd gebracht. Daar waar conventionele filters voor een bepaalde filtermaat worden vervaardigd, kunnen de Cokin-filters door het verwisselen van een ring op verschillende filtermaten (en dus op meerdere lenzen) worden gebruikt, wat ze goedkoper in het gebruikmaakt. In de houder kunnen tot maximaal drie losse filters voor elkaar worden geschoven, wat de fotograaf veel vrijheid geeft in de keuze van zijn filters. Bij gebruik van een groothoeklens moet, om vignettering te voorkomen, vaak een grotere maat filters worden gebruikt dan voor standaard- en telelenzen.
De beschikbare filters zijn zeer divers: er zijn kleurcorrectiefilters, grijsfilters, polarisatiefilters en allerlei voorzetlenzen die bepaalde vervormingen geven zoals vervaging, vergroting of lichtbreking. Het optische materiaal waaruit de filters zijn vervaardigd, is voor bijna alle filters een polymeer, die soms wordt aangeduid met de naam organisch glas. Voor sommige filters wordt een glassoort gebruikt.
Cokin maakt filters in verschillende afmetingen: A (van Amateur), met een breedte of diameter van 67 mm, P (van Professional, 84 mm), X-Pro (130 mm) en Z-Pro.